# DJ MAKIDAI from EXILE Treasure MIX 2
『DJ MAKIDAI from EXILE Treasure MIX 2』（ディージェイ・マキダイ・フロム・エグザイル・トレジャー・ミックス 2）は、DJ MAKIDAIの2枚目のリミックス・アルバム。2009年5月20日にユニバーサルシグマから発売。

## 概要
初回限定盤にはDVDが付属している。

## 収録曲

### CD
1. ドリームラヴァー
青山テルマと共演。マライア・キャリーのカバー。
2. ベイビー feat.ザ・ドリーム
3. ガールズ・アラウンド・ザ・ワールド feat.リル・ウェイン
4. ゲッティン・アップ
5. N・デイ・セイ
6. スーパー・スター feat.マシュー・サントス
7. グッド・シングス feat.ポロウ・ダ・ドン&ケリー・ヒルソン
8. ソー・アメイジング feat.オリヴィア
9. ラヴィン・ユー・ロング・タイム
10. ミス・インディペンデント
11. ボディ・オン・ミー feat.ネリー&エイコン
12. ゼアーズ・ナッシン feat.ポーラ・ディアンダ
13. アイ・ノウ
14. ゴット・マネー feat.T-Pain~マネーはレディーと寝て待て!
15. チェイン・ハング・ロウ
16. ラヴ・イン・ディス・クラブ
17. エイヨー・テクノロジー feat.ジャスティン・ティンバーレイク&ティンバランド
18. フローズン~恋は瞬間冷凍 feat.エイコン
19. セクシャル・イラプション
20. ブン・ブン・パウ
21. ハートブレイカー feat.シェリル・コール
22. ジャスト・ダンス feat.コルビー・オドニス
23. ラヴ・ロックダウン
24. ホエン・アイ・グロウ・アップ
25. ショーティー・ゲット・ルース feat.クリス・ブラウン&T-Pain
26. シー・ウォンツ・トゥ・ムーヴ (Remix) feat.コモン、モス・デフ、Qティップ、デ・ラ・ソウル
27. ウルヴス feat.ジョージ・クリントン
28. セイ・イット
29. カム・ホーム・ウィズ・ミー(オオー!ベイビー) feat.エイコン
30. アイ・トライド feat.エイコン
31. ラヴ、ピース&ナッピネス

### DVD
1. ドリームラヴァー (Music Video)
2. Dreamlover (Making Video)
3. Premium Event 2008